# Джордано, Бруно
Бруно Джордано (итал. Bruno Giordano; 13 августа 1956, Рим, Италия) — итальянский футболист, центральный нападающий, лучший бомбардир чемпионата Италии сезона 1978/79. С 2013 года — главный тренер клуба «Асколи».

## Карьера
Профессиональную карьеру Джордано начал в клубе «Лацио», в составе которого провёл большую часть карьеры, а в сезоне 1978/79 стал лучшим бомбардиром Серии А. В 1985 году оказался в «Наполи», где вместе с Марадоной и Карекой составил знаменитую линию нападения «Ma-Gi-Ka». Вместе с «Наполи» он стал чемпионом Италии и завоевал Кубок Италии. В дальнейшем выступал за клубы «Асколи» и «Болонья». За сборную Италии дебютировал 21 декабря 1978 года в матче против сборной Испании. Всего провёл в составе сборной 13 матчей в которых забил 1 гол, в товарищеском матче в ворота сборной Греции. Спустя год после завершения карьеры игрока, в 1993 году стал главным тренером в клубе Серии D «Монтеротондо». В дальнейшем руководил клубами 4-5 дивизионов, но постепенно дорос до высшего уровня и в 2006 году возглавил клуб Серии А «Мессина», но показав с ней неудовлетворительные результаты вскоре был уволен, этот опыт на сегодняшний день остаётся его единственным опытом руководства клубом высшего дивизиона. На сегодняшний день является главным тренером клуба «Асколи», выступающего в Серии С1.

## Достижения
- Чемпион Италии (1): 1986/87.
- Обладатель Кубка Италии (1): 1986/87.
- Лучший бомбардир Серии А (1): 1978/79.
- Лучший бомбардир Серии В (1): 1982/83.
- Лучший бомбардир Кубка Италии (1): 1986/87.